# Enguterothrix
Enguterothrix là một chi nhện trong họ Linyphiidae.